# 振泉湖
振泉湖（藏語：དྲན་འཇོན་མཚོ，威利转写：dran 'jon mtsho，THL：Drenjön Tso）位于中国西藏自治区那曲市尼玛县境内，地处尼玛县北部，可可西里山与昆仑山之间的山间盆地内。湖面海拔4784米，面积42.4平方公里。湖区气候寒冷干燥，年均气温-4～-2℃，年均降水量75～100毫米。湖水主要依靠地表径流补给，集水区面积2411.6平方公里，补给系数56.9。